# Wilhelm Ahlwardt
Wilhelm Ahlwardt (Greifswald, 4 luglio 1828 – Greifswald, 2 novembre 1909) è stato un arabista tedesco.
Dal 1861 fu professore di lingue orientali nell'Università di Greifswald.

### Opere
- 1870 – Divans of the six ancient Arabic poets
- 1887-99 – Verzeichnis der arabischen Handschriften der kgl. Bibliothek zu Berlin (3 volumi)